# Idź, zapytaj Alice
Idź, zapytaj Alice (tytuł oryginalny w ang. Go Ask Alice) – książka będąca pamiętnikiem bezimiennej, nastoletniej narkomanki; wydana po raz pierwszy w 1971 roku w USA. Na okładce zamiast nazwiska autora umieszczono napis Anonymous (anonimowy), a w treści książki ani razu nie zostało wymienione imię głównej bohaterki. Alicja stanowi jedynie nawiązanie do Alicji w Krainie Czarów, do której przygód narratorka porównuje swoje narkotyczne wizje.
Autentyczność pamiętnika była kwestionowana z uwagi na niepasujący do nastolatki dojrzały język czy zdawkowe opisy szkolnych fascynacji i miłości. Autora poszukiwano w Bibliotece Kongresu, która przechowuje informacje o prawach autorskich. Prawa autorskie do Idź, zapytaj Alice posiada Beatrice Sparks, psycholog zajmująca się trudną młodzieżą. Oświadczyła ona jednak, że pamiętnik oparty jest na autentycznych wspomnieniach nastoletniej narkomanki, które jedynie poddała redakcji nie zmieniając istoty przekazu.
Bohaterka książki pisze w niej o niezadowoleniu ze swojego wyglądu, o przypadkowym kontakcie z LSD na jednej z imprez, od którego zaczęło się jej zainteresowanie innymi narkotykami. Opisuje narastanie uzależnienia, handel narkotykami i prostytuowanie się w celu zdobycia pieniędzy na kolejną działkę, wreszcie problemy z realizacją postanowienia wyjścia z nałogu, do czego nie chcieli dopuścić trwający w nim nadal znajomi.
Intencją Sparks było ostrzeżenie młodych ludzi przed zgubnymi konsekwencjami zażywania narkotyków. Nie wszyscy jednak podzielali jej zdanie, że książka będzie takim ostrzeżeniem. Pojawiły się opinie, że lektura losów bohaterki może stać się inspiracją do próby sięgnięcia po narkotyki w celu jej naśladowania. 
Książkę zaczęto usuwać z bibliotek, głównie szkolnych. Dopiero po 11 latach od pierwszego wydania Sąd Najwyższy USA, powołując się na 1. poprawkę do Konstytucji, nakazał jej powrót do księgozbiorów.
Nawet po tym wyroku zdarzały się próby ograniczania dostępu do książki, uzasadniane "obscenicznym" i "wulgarnym językiem" czy też zarzutem "szerzenia treści pornograficznych".
W 1973 powstała ekranizacja książki, którą wyreżyserował John Korty.